# Nyctemera transitella
Nyctemera transitella är en fjärilsart som beskrevs av Embrik Strand 1909. Nyctemera transitella ingår i släktet Nyctemera och familjen björnspinnare. Inga underarter finns listade i Catalogue of Life.